# Chedima purpurea
Genre
Espèce
Chedima purpurea, unique représentant du genre Chedima, est une espèce d'araignées aranéomorphes de la famille des Palpimanidae.

## Distribution
Cette espèce est endémique du Maroc.

## Publication originale
- Simon, 1873 : Aranéides nouveaux ou peu connus du midi de l'Europe. (2e mémoire). Mémoires de la Société royale des sciences de Liège, sér. 2, vol. 5, p. 187-351, réimprimé seul p. 1-174 (texte intégral).